# Beautiful Liar
Beautiful Liar (с англ. — «Прекрасный лжец») — сингл американской R&B исполнительницы Бейонсе и колумбийской певицы Шакиры. Песня была написана Бейонсе, Амандой Гоуст, Иеном Денчем и членами Stargate Миккелем С. Эриксенем и Тором Эриком Германсеном.
Песня стала первым синглом с B’Day Deluxe Edition — Де Люкс издания альбома Бейонсе. Песня стала одним из хитов 2007 года в Billboard Hot 100. Также «Beautiful Liar» получила премию 2007 года MTV Video Music Awards за лучший дуэт.

## История написания
Бейонсе подтвердила факт своего сотрудничества с Шакирой в интервью для Univision в декабре 2006. В интервью для MTV она рассказала как встречала Шакиру на вручении различных премий, и как они договорились о записи дуэта Во время записи переиздания альбома Бейонсе B'Day Шакира находилась на гастролях, тем не менее певицы смогли найти время для записи трека. Их вокальные партии были записаны раздельно на разных студиях.

## Композиция
«Beautiful Liar» — песня в стиле R&B, написанная в Соль минор, в темпе 96 уд/мин. Вокальный диапазон Бейонсе в песне — от Соль3 до Си♭5.
Бейонсе пояснила, что «Beautiful Liar» — песня о женской силе, и она соответствует тематике всего альбома. Героини песни очарованы одним и тем же мужчиной, но вместо того, чтобы бороться за него, они обе соглашаются, что он этого не заслуживает: "… Эта песня о парне, который играет с нами обеими, и вместо того, чтобы ссориться из-за него, мы говорим: «Забудь его. Давай держаться вместе. Он красивый лжец.»

## Издание
«Beautiful Liar» была выпущена в Интернете с бесплатным скачиванием. Сингл вышел 28 апреля 2007 года в Великобритании и 15 мая 2007 в США.
«Beautiful Liar» получила номинацию «Лучшее совместное вокальное поп-исполнение» на 50-й премии Грэмми. Испанская версия песни была номинирована на Latin Grammy Awards в категории песня года. Сингл получил премию Ivor Novello Awards как самый продаваемый сингл Великобритании в 2008 году.

## Позиции в чартах

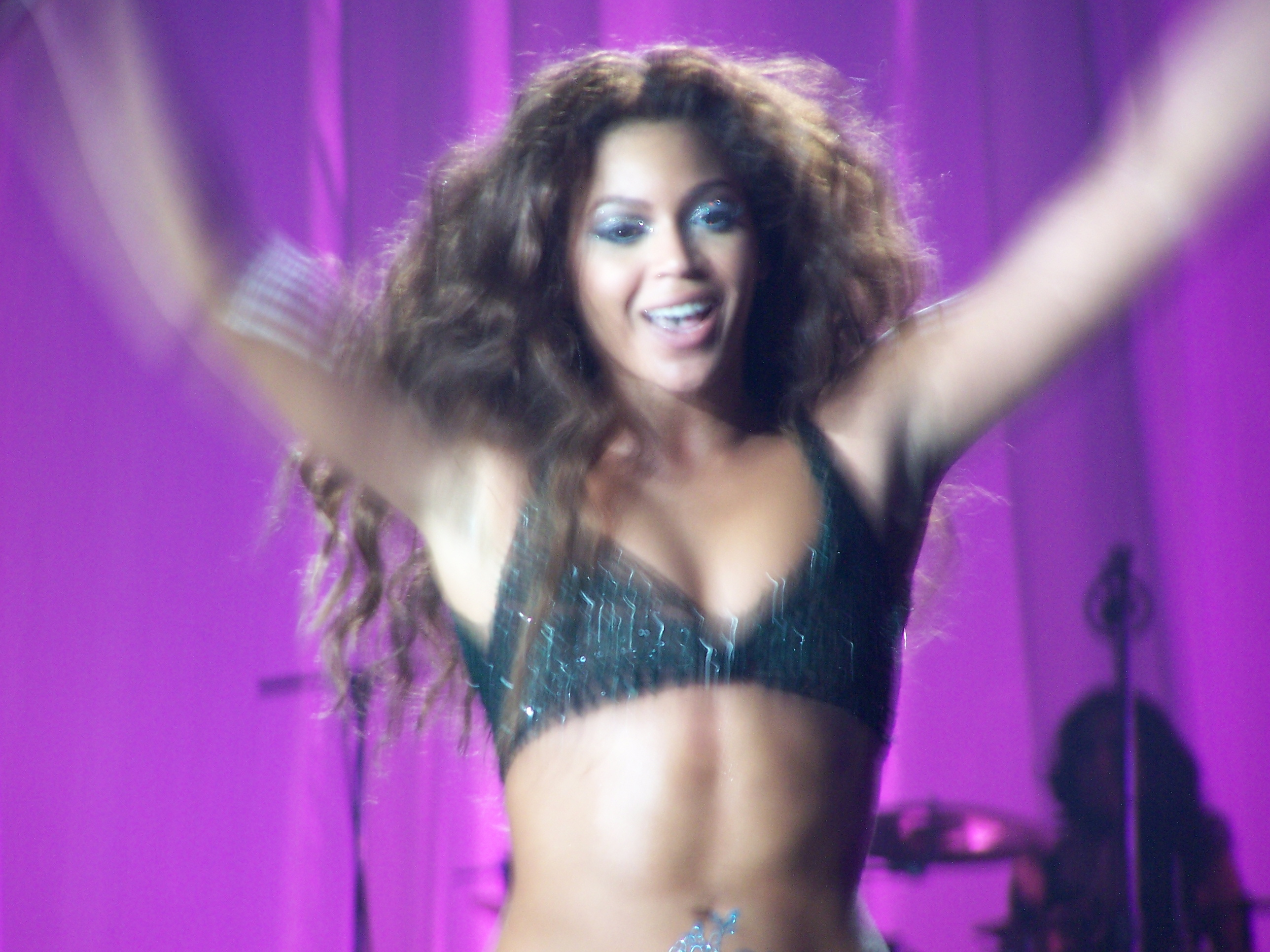
Бейонсе исполняет «Beautiful Liar» в Барселоне во время тура The Beyoncé Experience

«Beautiful Liar» дебютировала на 94 месте в Billboard Hot 100. На следующей неделе песня оказалась уже на 3 м месте, и это стало рекордом чарта Hot 100, пока он не был побит в 2008 году Бритни Спирс. В чарте Billboard Pop 100 сингл перепрыгнул с 77 на 3 место за неделю. «Beautiful Liar» дебютировала на 1 месте чартов Billboard Hot Digital Tracks и Hot Digital Songs. В феврале 2009 года «Beautiful Liar» получила статус Платинового сингла; было продано более 1.000.000 копий.
Сингл занимал 1 места чартов 32 стран. За первую неделю в Великобритании было продано 37.500 скачиваемых копий сингла. После выхода диска, сингл занял 1 место в Великобритании, став 3-м синглом Бейонсе и 2-м синглом Шакиры, занявшим такие высокие позиции. 20 июня 2007 сингл получил статус серебряного в Великобритании, где было продано более 200 000 копий.
В Австралии сингл занял 5 место и стал 51 м синглом в общегодовом чарте 2007 года. Там же сингл получил статус платинового. «Beautiful Liar» дебютировала на 1 месте New Zealand Singles Chart.

## Видео
Видеоклип для «Beautiful Liar» был снят британским режиссёром Джейком Навой. Клип был снят за 2 дня. За эти короткие сроки многие хореографические элементы не были отрепетированы специально заранее, большую часть движений придумала Шакира, с использованием элементов восточных танцев.
В первой части видео Бейонсе и Шакира находятся отдельно друг от друга. В начале их лица закрыты дымом. В клипе используются различные фоны: закат, рассвет, развевающаяся на ветру ткань, бамбук, комната с голубым неоновым освещением и финальный фон грозы. Связывающими элементами клипа являются танцевальные зарисовки с использованием танца живота, схожие причёски певиц и чёрные танцевальные костюмы, которые не меняются в течение клипа.
Клип «Beautiful Liar» получил номинацию BET Awards в 2007 году, но проиграл другому клипу Бейонсе «Irreplaceable». На церемонии MTV Video Music Awards «Beautiful Liar» получил премию за лучший дуэт.

## Список композиций
Сингл, США
1. «Beautiful Liar»(featuring Shakira) — 3:21
2. «Beautiful Liar (Bello Embustero)»(Испанская версия) — 3:22
3. «Beautiful Liar (Испанско-английская версия)»(featuring Sasha Fierce a.k.a. Beyoncé) — 3:21
4. «Beautiful Liar (Инструментальная версия)» — 3:19

Австралия
1. «Beautiful Liar»(featuring Shakira) — 3:19
2. «Beautiful Liar (Freemasons Remix Edit)»(featuring Shakira) — 3:27

Великобритания
1. «Beautiful Liar»(featuring Shakira) — 3:19
2. «Beautiful Liar (Freemasons Remix Edit)»(featuring Shakira) — 3:27
3. «Irreplaceable (Maurice Joshua Remix Edit)» — 4:03
4. «Déjà Vu (Freemasons Radio Mix)» — 3:15
5. «Beautiful Liar» (Видео) — 3:34

## Ремиксы
- Radio Mix/Radio Version
- Freemasons Radio Vox
- Freemasons Club Vox
- Freemasons Dub Vox
- Freemasons Club Edit
- Maurice Joshua New Main
- Maurice Joshua New Instrumental
- Karmatronic Remix
- Karmatronic Radio

## Чарты
| Чарты (2007)                                | Лучший результат |
| ------------------------------------------- | ---------------- |
| Австралия (ARIA)                            | 5                |
| Австрия (Ö3 Austria Top 40)                 | 2                |
| Бельгия/Фландрия (Ultratop 50)              | 2                |
| Бельгия/Валлония (Ultratop 50)              | 5                |
| Канада (Billboard Canadian Hot 100)         | 2                |
| Чехия (Rádio — Top 100)                     | 8                |
| Дания (Tracklisten)                         | 4                |
| Европа (Billboard European Hot 100 Singles) | 1                |
| Финляндия (Suomen virallinen lista)         | 2                |
| Франция (SNEP)                              | 1                |
| Германия (GfK)                              | 1                |
| Венгрия (Rádiós Top 40)                     | 1                |
| Венгрия (Single Top 40)                     | 4                |
| Ирландия (IRMA)                             | 1                |
| Италия (FIMI)                               | 1                |
| Нидерланды (Single Top 100)                 | 1                |
| Новая Зеландия (Recorded Music NZ)          | 1                |
| Норвегия (VG-lista)                         | 2                |
| Словакия (Rádio — Top 100)                  | 11               |
| Швеция (Sverigetopplistan)                  | 6                |
| Швейцария (Schweizer Hitparade)             | 1                |
| Великобритания (OCC UK Singles)             | 1                |
| США (Billboard Hot 100)                     | 3                |
| США (Billboard Dance Club Songs)            | 1                |
| США (Billboard Hot Latin Songs)             | 1                |
| США (Billboard Hot R&B/Hip-Hop Songs)       | 70               |

### Годовой чарт
| Чарт (2007)                      | #  |
| -------------------------------- | -- |
| Australian Singles Chart         | 51 |
| Australian Urban Singles Chart   | 9  |
| Austria Top 75 Singles of 2007   | 29 |
| Belgian Singles Chart (Flanders) | 18 |
| Belgian Singles Chart (Wallonia) | 29 |
| Dutch Top 40                     | 13 |
| German Singles Chart             | 28 |
| Greek Singles Chart              | 17 |
| New Zealand Singles Chart        | 37 |
| Russian Airplay Chart            | 30 |
| Россия (Love Radio)              | 7  |
| Россия (Европа Плюс)             | 30 |
| Swiss Singles Chart              | 11 |
| UK Singles Chart                 | 12 |

### Статус
| Страна(компания)    | Статус        |
| ------------------- | ------------- |
| Австралия(ARIA)     | Платиновый    |
| Бельгия IFPI        | Золотой       |
| Дания(IFPI)         | Платиновый    |
| Германия(BVMI)      | Золотой       |
| Испания(Promusicae) | 3x Платиновый |
| США(RIAA)           | Платиновый    |
| Великобритания(BPI) | Серебряный    |